# 新道 (名古屋市)
新道（しんみち）は、愛知県名古屋市西区の地名。現行行政地名は新道一丁目および新道二丁目。住居表示実施。

## 地理
名古屋市西区南部に位置する。東は幅下一丁目・同二丁目、南は那古野二丁目、北は浅間二丁目に接する。

## 歴史

### 町名の由来
元禄7年（1694年）名古屋村に属していた当地において町家が新設され、新町と称した。これがのちに新道町と改まったものである。

### 沿革
- 1878年（明治11年）12月28日 - 名古屋村の一部により、名古屋区新道町として成立[4]。
- 1889年（明治22年）10月1日 - 名古屋市成立に伴い、同市新道町となる[4]。
- 1908年（明治41年）4月1日 - 西区成立に伴い、同区新道町となる[4]。
- 1981年（昭和56年）8月23日 - 西区新道一丁目が奉公人町・南駅町・枝郷町の各全域および菊元町・新道町・江戸屋町・菊井通・下浅間町・外田町・馬喰町・北駅町・藪下町・六句町の各一部、新道二丁目が菊元町・新道町・明道町・井桁町・菊井通・隅田町・外田町・千歳町・藪下町・六句町の各一部によりそれぞれ成立する[1]。また、新道町は前述の新道一丁目および新道二丁目のほか、浅間二丁目および那古野二丁目にそれぞれ編入され消滅[4]。

## 世帯数と人口
2019年（平成31年）2月1日現在の世帯数と人口は以下の通りである。
| 丁目       | 世帯数    | 人口    |
| ---------- | --------- | ------- |
| 新道一丁目 | 1,368世帯 | 2,328人 |
| 新道二丁目 | 581世帯   | 1,044人 |
| 計         | 1,949世帯 | 3,372人 |

### 人口の変遷
国勢調査による人口の推移
| 1995年（平成7年）  | 2,791人 | [ WEB 6 ]  |  |
| 2000年（平成12年） | 2,718人 | [ WEB 7 ]  |  |
| 2005年（平成17年） | 2,710人 | [ WEB 8 ]  |  |
| 2010年（平成22年） | 2,955人 | [ WEB 9 ]  |  |
| 2015年（平成27年） | 3,622人 | [ WEB 10 ] |  |

## 学区
市立小・中学校に通う場合、学校等は以下の通りとなる。また、公立高等学校に通う場合の学区は以下の通りとなる。
| 番・番地等 | 小学校                 | 中学校               | 高等学校 |
| ---------- | ---------------------- | -------------------- | -------- |
| 全域       | 名古屋市立なごや小学校 | 名古屋市立菊井中学校 | 尾張学区 |

## 交通
- 国道22号（名岐バイパス）[2]
- 名古屋市道江川線[2]
- 外堀通（愛知県道200号名古屋甚目寺線）[2]

## 施設

### 新道一丁目
- 名古屋市立菊井中学校[2]
- 啓明学館高等学校[2]
- 金光教幅下教会[2]
- 真宗大谷派正覚寺[2]
- 真宗大谷派法蔵寺[2]
  - 鴫塚[5]

鴫塚は芭蕉塚（松尾芭蕉の句碑）の一つで、白梵庵門下金剛連により建立されたものとされる。また、一筆坊による書と伝わる。
- 臨済宗妙心寺派菊水寺[2]
- 真宗大谷派西願寺[2]
- 横山製粉名古屋営業所

- 啓明学館高等学校
- 金光教幅下教会

### 新道二丁目
- 浄土宗崇徳寺[2]
- NTT菊井電話局[2]
- キッシーズ・名古屋
- 穴守稲荷社・天王社

- 崇徳寺

## その他

### 日本郵便
- 郵便番号 : 451-0043[WEB 3]（集配局：名古屋西郵便局[WEB 13]）。

### WEB
1. 1 2  “愛知県名古屋市西区の町丁・字一覧”.   人口統計ラボ. 2017年4月8日閲覧。
2. 1 2  “町・丁目(大字)別、年齢(10歳階級)別公簿人口(全市・区別)”.   名古屋市 (2019年2月20日). 2019年3月10日閲覧。
3. 1 2  “郵便番号”.  日本郵便. 2019年3月10日閲覧。
4. ↑  “市外局番の一覧”.   総務省. 2019年1月6日閲覧。
5. ↑  名古屋市役所市民経済局地域振興部住民課町名表示係 (2015年10月21日). “西区の町名一覧”.   名古屋市. 2017年8月7日閲覧。
6. ↑  総務省統計局 (2014年3月28日). “平成7年国勢調査の調査結果(e-Stat) - 男女別人口及び世帯数 －町丁・字等” (CSV). 2019年4月27日閲覧。
7. ↑  総務省統計局 (2014年5月30日). “平成12年国勢調査の調査結果(e-Stat) - 男女別人口及び世帯数 －町丁・字等” (CSV). 2019年4月27日閲覧。
8. ↑  総務省統計局 (2014年6月27日). “平成17年国勢調査の調査結果(e-Stat) - 男女別人口及び世帯数 －町丁・字等” (CSV). 2019年4月27日閲覧。
9. ↑  総務省統計局 (2012年1月20日). “平成22年国勢調査の調査結果(e-Stat) - 男女別人口及び世帯数 －町丁・字等” (CSV). 2019年4月27日閲覧。
10. ↑  総務省統計局 (2017年1月27日). “平成27年国勢調査の調査結果(e-Stat) - 男女別人口及び世帯数 －町丁・字等” (CSV). 2019年4月27日閲覧。
11. ↑  “市立小・中学校の通学区域一覧”.   名古屋市 (2018年11月10日). 2019年1月14日閲覧。
12. ↑  “平成29年度以降の愛知県公立高等学校（全日制課程）入学者選抜における通学区域並びに群及びグループ分け案について”.   愛知県教育委員会 (2015年2月16日). 2019年1月14日閲覧。
13. ↑  郵便番号簿 平成29年度版 - 日本郵便. 2019年03月10日閲覧 (PDF)

### 書籍
1. 1 2  名古屋市計画局 1992, p. 755.
2. 1 2 3 4 5 6 7 8 9 10 11 12 13 14  「角川日本地名大辞典」編纂委員会 1989, p. 1507.

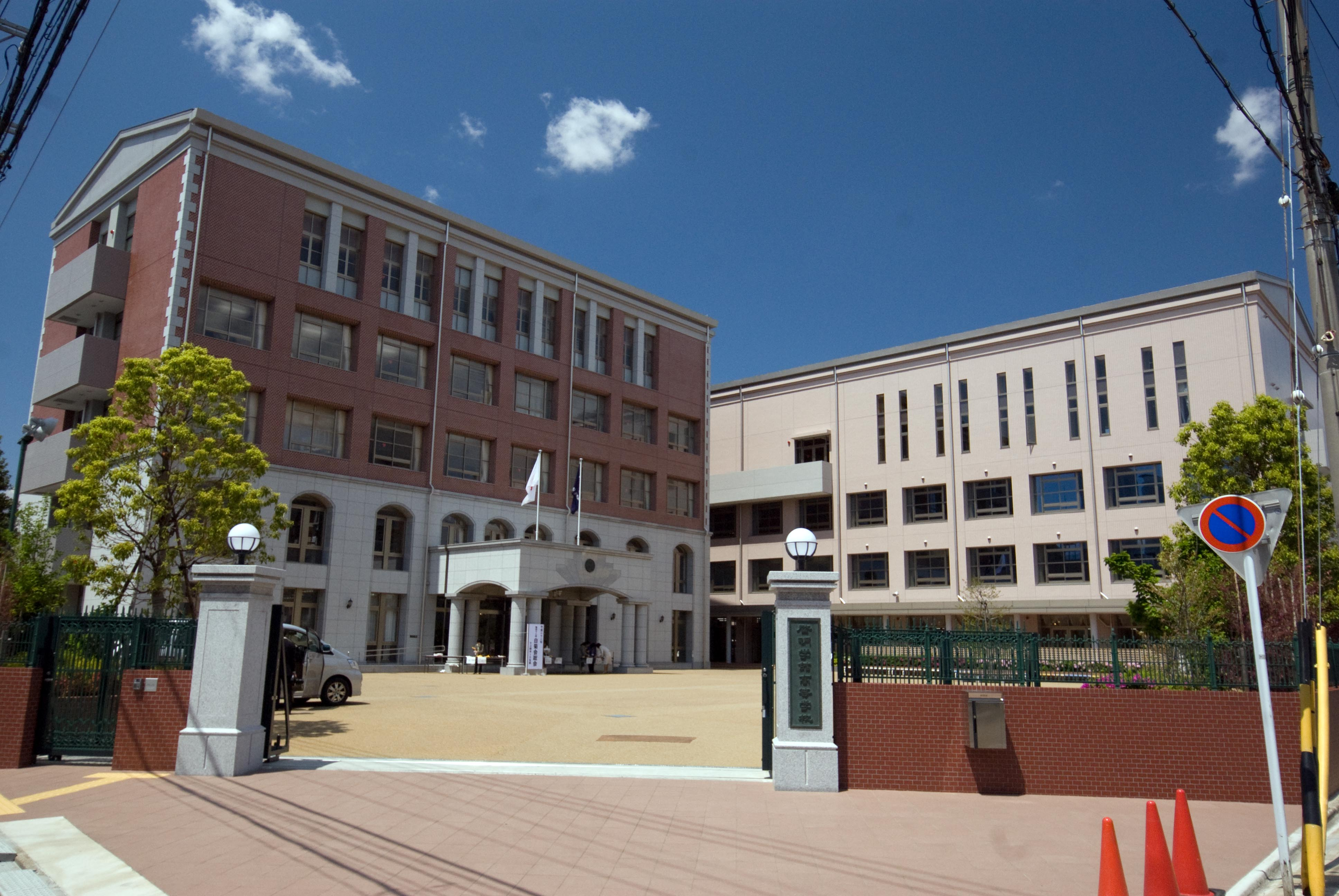
啓明学館高等学校
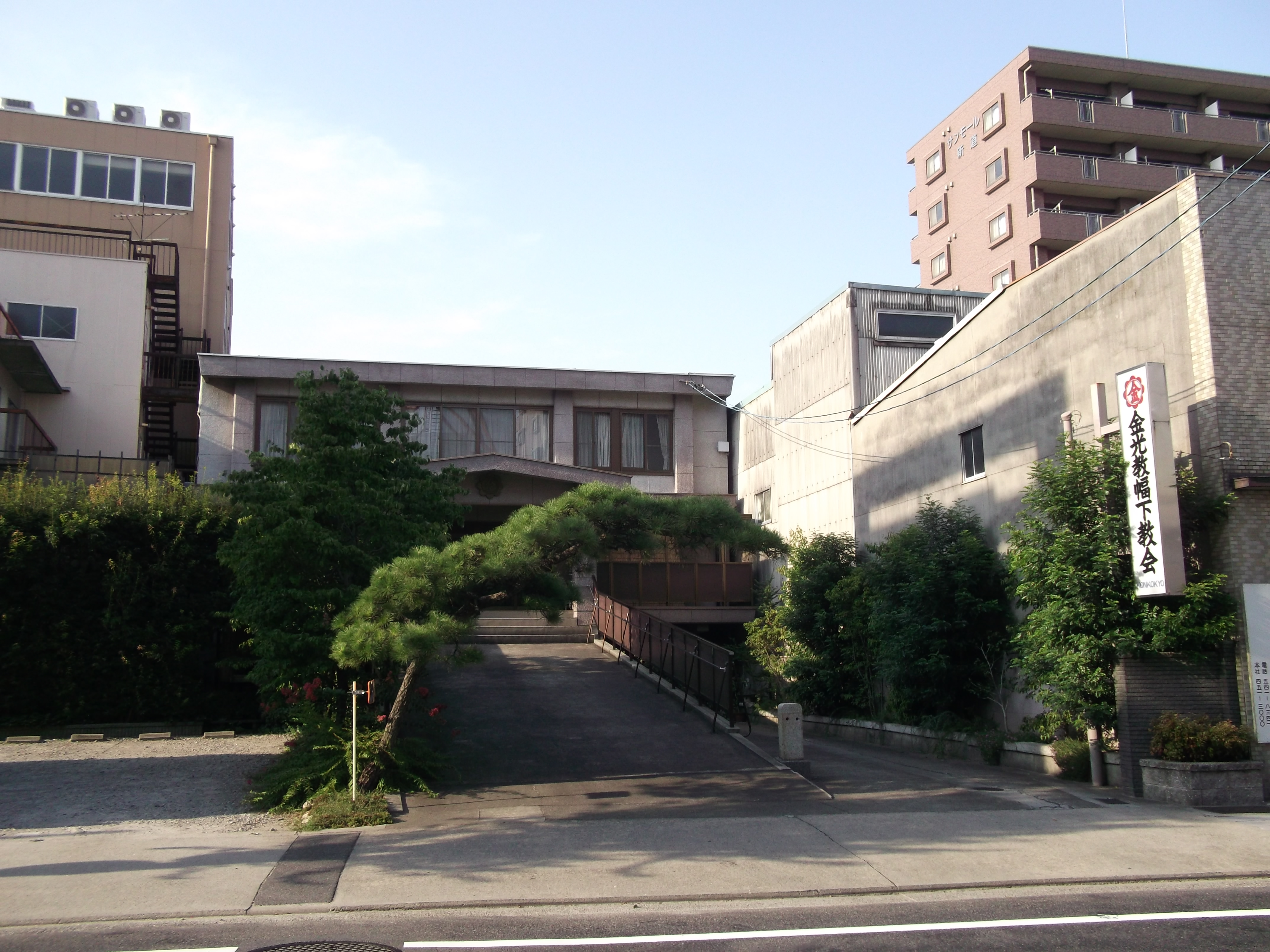
金光教幅下教会

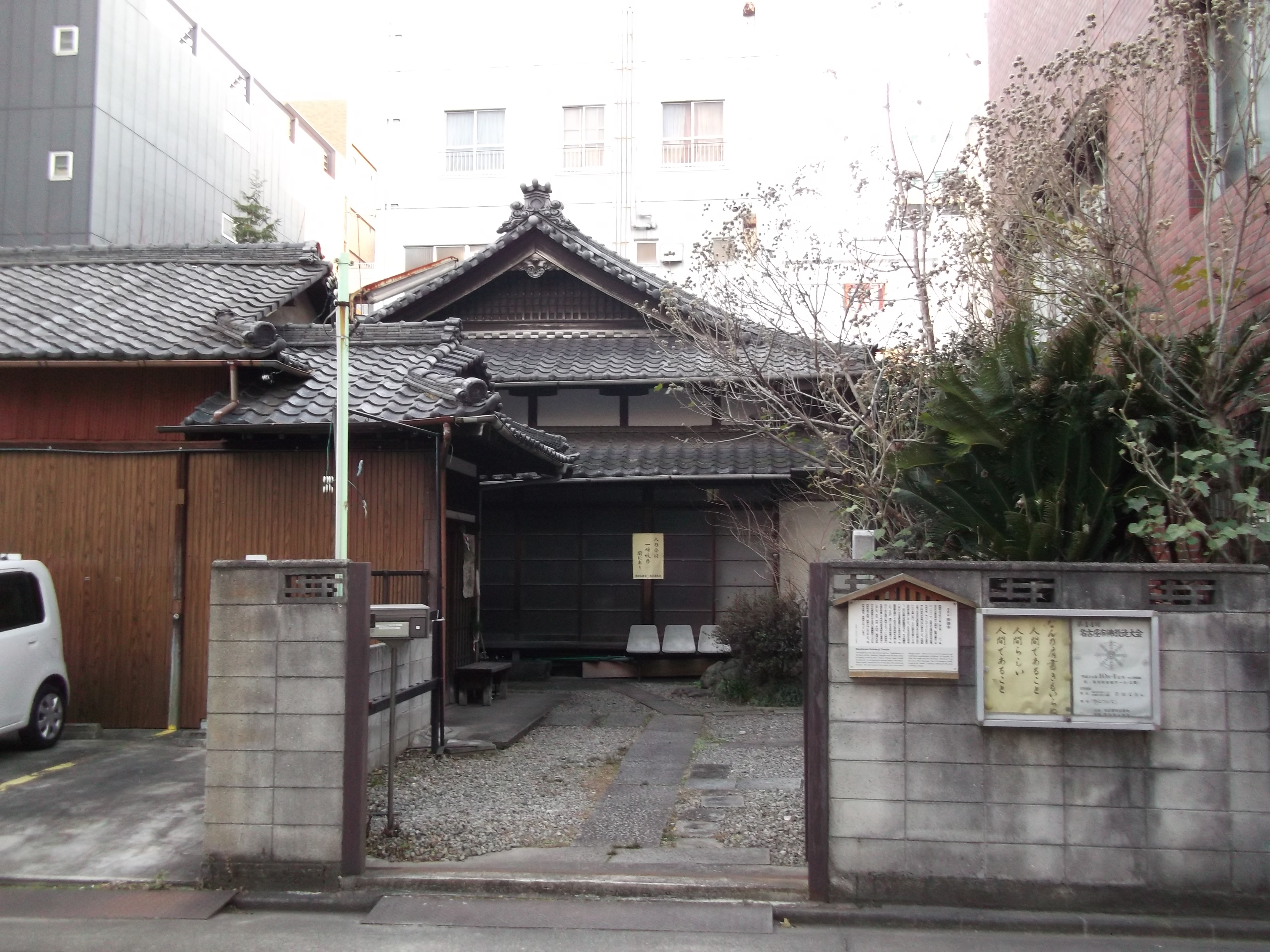
崇徳寺

3. 1 2  名古屋市計画局 1992, p. 225.
4. 1 2 3 4  名古屋市計画局 1992, p. 756.
5. ↑  名古屋市計画局 1992, p. 226.
6. 1 2  名古屋市役所 1916, p. 689.